# Olivier Ndjimbi-Tshiende
Olivier Ndjimbi-Tshiende (* 18. März 1949 in Sintu, Belgisch-Kongo) ist ein römisch-katholischer Priester, promovierter Philosoph und Professor in Muanda. Er ist Priester der Erzdiözese München und Freising und war zuletzt Pfarrer in Zorneding (Oberbayern). Wegen Morddrohungen gegen ihn trat er im März 2016 als Pfarrer der Gemeinde zurück. Derzeit forscht Ndjimbi-Tshiende im Zentrum Flucht und Migration der Universität Eichstätt.

## Werdegang
Ndjimbi-Tshiende wurde 1949 in der damaligen belgischen Kolonie Kongo als drittes von sechs Kindern eines Bauernehepaars geboren. Er besuchte die Grundschule der Missionare von Scheut (Belgien) in verschiedenen Dörfern. Anschließend ging er auf das Internat der Missionsschule in Muanda. Er besuchte das Knabenseminar in Mbata-Kiela bis 1969 und lernte dort Latein und Griechisch. Es folgte das sechsjährige Studium in Philosophie und Katholischer Theologie am Priesterseminar in Mayidi und am Priesterseminar Jean XXIII. Er erhielt das Lizenziat in Philosophie an der Universität von Kinshasa und an der Universität von Lubumbashi 1976. Am 26. August 1979 wurde er in Muanda als erster seines Stammes zum Priester geweiht. Es folgte ein Wasserturmprojekt mit Misereor in der Gemeinde Makasamba. Er wurde Dozent am Priesterseminar in Boma und an der Hochschule für Chemie und Ernährungswissenschaft. Fünf Jahre war Ndjimbi-Tshiende Gefängnispfarrer in Boma.
Seit 1988 hat er ein Waisenhaus in Boma aufgebaut.
Von 1986 bis 2001 promovierte er an der Jesuiten-Hochschule für Philosophie in München und erhielt einen Magister Artium in Pädagogik (Schwerpunkte Pädagogik, Psychologie und Kriminologie) und Habilitation in der Ethik (Moralphilosophie, speziell Wertethik) an der Ludwig-Maximilians-Universität München. Von 1992 bis 1999 war er Kaplan in St. Pius.
2001 kehrte er in den Kongo zurück, lebte dort bis 2005, fand jedoch keine Arbeit. 2005 kehrte er für eine Augenoperation nach München zurück und begann als Pfarradministrator in der Erzdiözese München. Er wurde deutscher Staatsbürger. 2007 wurde er vom kongolesischen Erziehungsministerium zum Professor ernannt. Er lehrt in Muanda an der Hochschule für Seefahrt und Fischerei (ISNP). Seit 2010 baut er eine Krankenstation in Muanda auf.
Von 2012 bis 2016 war er Pfarrer in der Gemeinde St. Martin in Zorneding. Seit Oktober 2016 arbeitet Ndjimbi-Tshiende als Wissenschaftlicher Mitarbeiter am Zentrum Flucht und Migration an der Katholischen Universität Eichstätt-Ingolstadt und hilft im Raum Ingolstadt als Seelsorger aus.

## Rassismus
Ndjimbi-Tshiende musste immer wieder mit rassistischen Vorfällen in Deutschland leben. In München wurde er noch als Student in einem Restaurant nicht bedient. In seinem ersten Seelsorgeramt in Buch am Erlbach sagte ein Mitarbeiter der Pfarrei „Unter einem Neger arbeite ich nicht“ und ein Ehepaar weigerte sich, ihr Kind von einem Schwarzen taufen zu lassen. In München-Milbertshofen gab es Probleme mit randalierenden Jugendlichen, die man als „christlich, national, rechts“ einstufte. In Zorneding, sagte Ndjimbi-Tshiende rückblickend, sei er von der Mehrheit der Bevölkerung „gut und freundlich“ aufgenommen worden.
Während der Flüchtlingskrise in Deutschland schrieb die damalige CSU-Ortsvorsitzende 2015 im Parteiortsblatt Zorneding Report, Bayern werde „von Flüchtlingen überrannt“ und sprach von einer „Invasion“. Migranten aus dem afrikanischen Eritrea nannte sie Militärdienstflüchtlinge. Diesen Äußerungen widersprach Ndjimbi-Tshiende in einem Interview mit der Süddeutschen Zeitung und forderte mit seinem Pfarrgemeinderat die Partei auf, nicht mehr die Kirchtürme Zornedings auf ihrer Publikation zu verwenden. Daraufhin äußerte der damalige stellvertretende CSU-Ortsvorsitzende in einem Gespräch mit einer Lokalzeitung: „Der muss aufpassen, dass ihm der Brem [Anmerkung: in Zorneding lebender Ruhestandspriester] nicht mit dem nackerten Arsch ins Gesicht springt, unserem Neger.“ Dies wurde bundesweit massiv kritisiert, darunter vom Erzbischöflichen Ordinariat München, Politikern aller Parteien und letztlich auch von CSU-Parteivorständen aller Ebenen, inklusive der Ortsvorsitzenden. Der Stellvertreter bedauerte öffentlich seine Äußerung. Nach massiver, bundesweiter Kritik traten beide Politiker schließlich von ihren parteipolitischen Ämtern zurück. Beide CSU-Lokalpolitiker sprachen sich mit dem Pfarrer aus und versöhnten sich laut Ndjimbi-Tshiende wieder mit ihm.
Doch ab November erhielt Ndjimbi-Tshiende per Post anonyme Beleidigungen und Drohungen. In drei Fällen erstattete er Anzeige, die Staatsanwaltschaft ermittelte. Bis 2016 erhielt er vier Morddrohungen. Im März 2016 informierte der Pfarrer die Gemeindemitglieder im Gottesdienst über seinen Weggang aufgrund dieser Angriffe. Das Erzbischöfliche Ordinariat versetzte Ndjimbi-Tshiende in den Urlaub und er verließ sofort den Ort. Der Rücktritt von Ndjimbi-Tshiende von seinem Amt als Zornedinger Gemeindepfarrer rief ein erneutes deutschlandweites Medienecho hervor. Das bayerische Kabinett und führende Politiker aller Parteien im Landkreis verurteilten die Umstände, die zu Ndjimbi-Tshiendes Rücktritt führten. Eine Online-Petition forderte, dass der Pfarrer in Zorneding verbleiben möge. Innerhalb von zwei Tagen unterschrieben über 50.000 Menschen. Das überparteiliche Bündnis Bunt statt Braun organisierte am 9. März eine Solidaritätskundgebung in Zorneding. Über 3000 Menschen nahmen daran teil. Von der evangelischen zur katholischen Kirche wurde eine Lichterkette gebildet.
Im Juni 2016 meldete die Polizei die Verhaftung eines 74-jährigen Münchners, der verdächtigt wurde, mindestens zwei Drohschreiben verfasst zu haben. Der Mann war polizeilich bereits einschlägig bekannt. Da der Rentner zum Termin vor dem Amtsgericht Ebersberg zur Anklage wegen Volksverhetzung nicht erschien, wurde gegen ihn ein Haftbefehl ausgestellt. Wenige Tage später wurde der Flüchtige festgenommen und am 7. November 2016 wegen Volksverhetzung zu zehn Monaten Haft auf Bewährung und der Zahlung von 600 € an den Verein München ist bunt verurteilt. Ndjimbi-Tshiende sagte in dem Prozess als Zeuge aus.

## Werke
Publikationen in Buchform
- Réciprocité-coopération et le système palabrique africain. Tradition et herméneutique dans les théories du développement de la conscience morale chez Piaget, Kohlberg et Habermas (= Dissertationen, Philosophische Reihe; Band 10), St. Ottilien 1992, (Zugleich: Hochschulschrift München, Hochschule für Philosophie, Diss., 1992), ISBN 3-88096-860-8.
- Das „Bild des Kindes“ im afrikanischen Erziehungswesen. Zum Problem einer pädagogischen Anthropologie am Beispiel Zaïres (= Dissertationen, Philosophische Reihe, Band 17), St. Ottilien 1996, (Zugleich: Hochschulschrift München, Universität, Magisterarbeit, 1994), ISBN 3-88096-867-5.
- (Redaktion) mit Martin Schellerer (Redaktion), 110 Jahre St. Georg Pfarrei – 100 Jahre Pfarrkirche. Festschrift 2002–2012. Kirchenstiftung St. Georg München-Milbertshofen 2012.
- Und wenn Gott schwarz wäre … Mein Glaube ist bunt! Gütersloher Verlagshaus, Gütersloh 2017, ISBN 978-3-579-08684-2.
- Wurzeln der Massenfluchtmigration. Fluchtursachen und Fluchtmotive in der Demokratischen Republik Kongo. Frankfurt / M.: Wochenschau Verlag 2021, ISBN 978-3-7344-1366-7

Radio Interview – Bayerischer Rundfunk
- Interview: Eins zu eins. Der Talk vom 2. November 2017